# 東里袞
東里袞（？—？），複姓東里，一作东里襃，春秋末鄭國大夫子產之後，東漢末年官吏，曾任南陽郡太守。

## 生平
建安二十三年（218年）十月，南陽地區官吏和百姓不堪徭役之苦，侯音與衛開等率領數千之眾聯合荊州守將關羽反叛。侯音欲挾持太守東里袞，郡功曹應餘趁著混亂之際，護著太守東里袞一起逃出城，後為東里袞而戰死。
東里袞雖被侯音挾持，但在南陽功曹宗子卿說服下被釋放。宗子卿趁夜逃跑，與東里袞收編殘兵圍困侯音，後與曹仁援軍會合共同討伐叛軍。次年（219年）正月，叛軍滅，東里袞獲得餘黨五百多人，上表應處死之，但被新任太守田豫所管轄。
後為左將軍于禁軍司馬，建安二十四年（219年）八月，關羽乘船攻打于禁等人（樊城之戰），東里袞隨于禁等人投降。後關羽被孫權擊破後，于禁等從荊州獲釋而到了吳國。
建安二十五年（公元220年），孫權派于禁的護軍浩周和東里袞，晉見曹丕以表達其真誠，曹丕見到浩周等人後問說：「孫權能不能信賴呢？」浩周認為孫權一定臣服，東里袞則認為孫權一定不會臣服，曹丕對浩周所言大感喜悅。同年十月，曹丕迫使東漢王朝的末代皇帝漢獻帝劉協禪讓，遣使封孫權為“吳王”，再遣浩周隨使者到吳國。此後再無東里袞的相關記載。